# Naja savannula
Naja savannula  (лат.) — вид кобр из рода настоящих кобр, обитающий в Западной Африке. Ранее считалось, что этот вид идентичен чёрно-белой кобре (Naja melanoleuca), но морфологические и генетические различия привели к его признанию отдельным видом. Он отличается от чёрно-белой и других лесных кобр наличием ряда из 3-8 широких, полуразделенных светлых полос поперёк передней части тела.

## Описание
Коричневато-чёрный или чёрный на спине, с серией из 3-8 широких поперечных полос кремового цвета, каждая из которых частично разделена узкой чёрной поперечной полосой. Ряды дорсальной шкалы среднего тела 19, брюшные 211—226, подкаудальные 67-73. Максимальная зарегистрированная длина 223 см.

## Распространение
Западная Африка: преимущественно галечные леса в западноафриканских саваннах и саванных лесах; зарегистрирован в Сенегале, Гамбии, Гвинее, Мали, Буркина-Фасо, Кот-д’Ивуаре, Гане, Того, Бенине, Нигере, Нигерии, северном Камеруне и южном Чаде.